# ایتاتی
ایتاتی (به پرتغالی: Itati) یک منطقهٔ مسکونی در برزیل است که در ریو گرانده جنوبی واقع شده‌است. ایتاتی ۲٬۳۹۷ نفر جمعیت دارد.